# Festival Nacional de Bandas de Música
El Festival Nacional de Bandas de Música, también llamado simplemente Festival de Bandas, es un evento anual de música de Bolivia, festejado en la Avenida Cívica Sanjinés Vincenti de la ciudad de Oruro, donde participan alrededor de 6.000 músicos de diferentes bandas. El festival se lleva a cabo el sábado previo al último convite del Carnaval de Oruro, declarado Obra Maestra del Patrimonio Oral e Intangible de la Humanidad por la Unesco. Los músicos se visten de manera coordinada con los colores de la bandera de Bolivia, interpretando cánticos a la Virgen del Socavón, una variedad de música nacional e internacional, acompañada de coreografías interpretadas por los danzarines de los conjuntos.
El Festival de Bandas se ha convertido en una actividad cultural muy importante para Bolivia, que promueve el movimiento económico en la ciudad de Oruro y ofrece una serie de eventos musicales para los turistas nacionales e internacionales. Así mismo, la Ley 3611 del 28 de febrero de 2007 declaró al Festival de Bandas de Música como patrimonio nacional y cultural.
El evento cultural empieza con una misa en honor a la Virgen del Socavón y la bendición a los músicos.

## Historia
Después de la guerra del Chaco entre Bolivia y Paraguay, nació en la región andina la costumbre de contratar bandas musicales para solemnizar las fiestas, por el impacto que dejó las kacharpayas, inspirado en las bandas militares durante la guerra. Fue así que a fines de la década de los 30 aparecieron las primeras bandas de música agrupadas de forma temporal para participar en carnavales y festividades religiosas. Sin embargo, en ese entonces no contaban con un nombre ni un uniforme, y a la vez no superaban los 25 integrantes por banda. Cerca al año 1965 las bandas musicales comenzaron a grabar sus composiciones en discos de vinil, haciendo que gran parte de la historia musical del Carnaval de Oruro quede registrada en diferentes grabaciones en vivo y en estudio.
El primer festival de bandas se desarrolló el sábado anterior al último convite del Carnaval 2001, con la participación de 2000 músicos. La iniciativa fue de Alfredo Lucana, quien invitó a músicos de las 20 bandas más reconocidas del Carnaval de Oruro. Fue así que la primera versión del Festival de Bandas nació el sábado 3 de febrero del 2002, contando con el apoyo de dos instituciones, el Sistema de Radio y Televisión Caracol canal 15 de Oruro y la Asociación de Bandas de Músicos Profesionales de Oruro (Abampo).
El Festival de Bandas del 19 de febrero de 2006 recibió el Record Guinness a la mayor ejecución unísona de grupo de trompetas, integrado por 1.166 músicos, documentado por la Abampo y la Organización Boliviana de Defensa y Difusión del Folkloro (Obdefo), y registrado por Guinness el 2 de mayo de 2007.